# Love Profusion
«Love Profusion» es una canción interpretada por la cantante estadounidense Madonna, incluida en su noveno álbum de estudio American Life. Compuesta y producida por la cantante y Mirwais Ahmadzaï, se estrenó inicialmente durante el lanzamiento del álbum en el sitio oficial de AOL, en abril de 2003. Las compañías Maverick y Warner Bros. Records la publicaron como el cuarto y último sencillo el 8 de diciembre de ese año en Reino Unido y el 16 de marzo de 2004 en Estados Unidos. Para acompañar el lanzamiento se crearon varias remezclas que figuraron en las ediciones del CD y del vinilo de 12". Inspirada en el folk rock, posee elementos de la electrónica y la música folk. Madonna dedicó la canción a su entonces esposo, el director de cine británico Guy Ritchie, y la letra plantea temas generales de naturaleza neofilosófica sobre el estado de la cultura estadounidense.
En términos generales, «Love Profusion» obtuvo reseñas favorables de los críticos y periodistas musicales, quienes la calificaron como una de las más destacadas de American Life. Elogiaron la fusión de los ritmos dance y la guitarra acústica, aunque otros no quedaron conformes con la letra. En comentarios retrospectivos, ha sido considerada como una de las canciones más subestimadas en la carrera de la artista. Desde el punto de vista comercial no logró ingresar al Billboard Hot 100, pero llegó al primer lugar en los conteos Dance Club Songs y Dance Singles Sales. En el resto de los mercados musicales estuvo entre los cinco primeros en Canadá, Grecia e Italia y alcanzó el número uno en España y Polonia.
A principios de noviembre de 2003 se filmó un vídeo musical bajo la dirección de Luc Besson. En el rodaje utilizaron el efecto de pantalla verde y en él la cantante camina en una ciudad rodeada de rascacielos, hasta que entra en una dimensión surrealista, llena de mar, flores rojas y hadas. El tema también apareció en el comercial de la fragancia «Beyond Paradise», de la compañía Estée Lauder. Dirigido también por Besson, el anuncio de treinta segundos contó con la participación estelar de la modelo Carolyn Murphy y se estrenó en más de 10 000 cines de Estados Unidos y Europa. Aunque Madonna ensayó «Love Profusion» para la gira Re-Invention World Tour de 2004, finalmente no figuró en el repertorio de los conciertos.

## Antecedentes y grabación

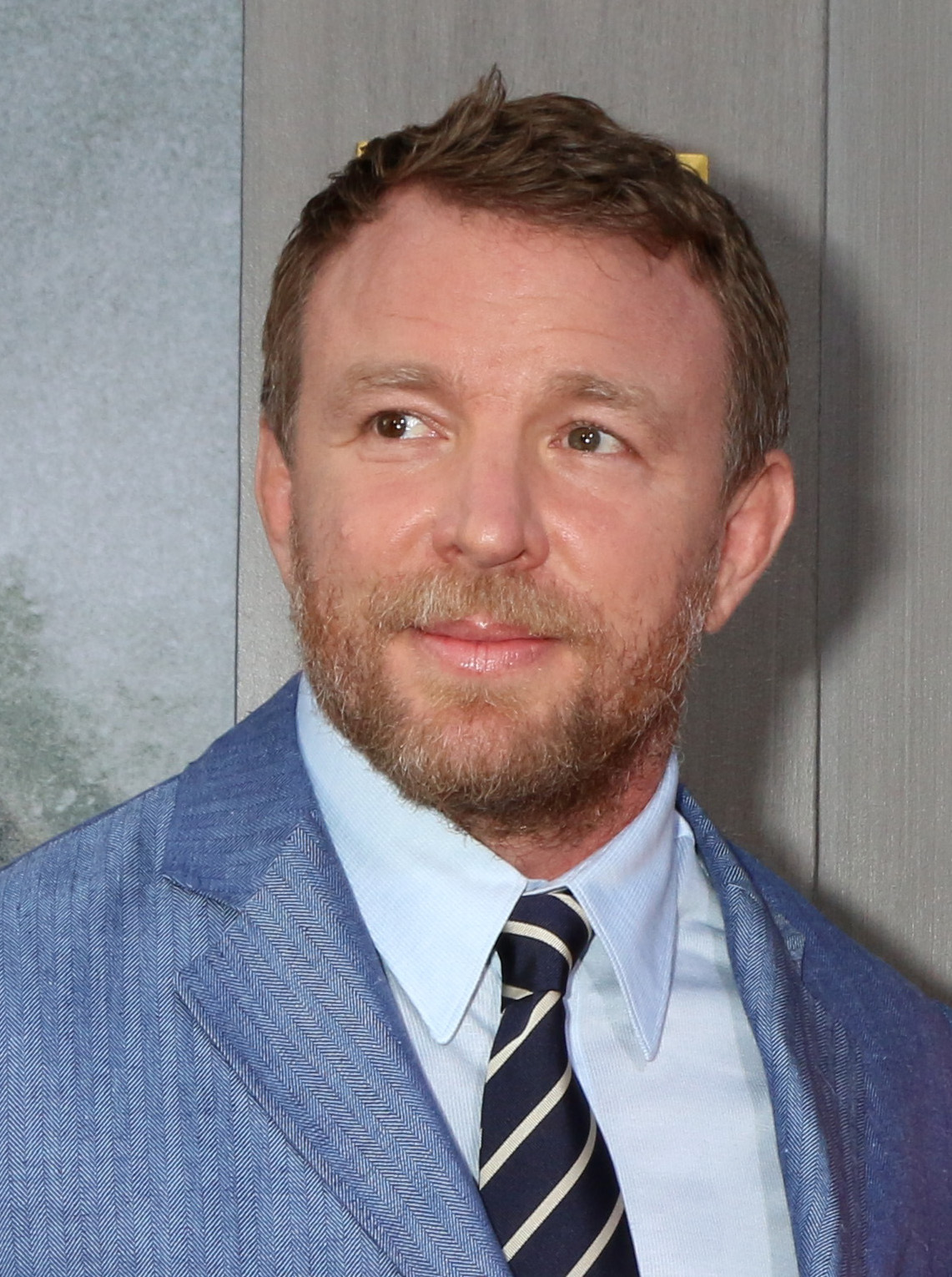
Madonna dedicó «Love Profusion» a su entonces esposo, el director de cine Guy Ritchie (fotografía)

Madonna y Mirwais Ahmadzaï compusieron y produjeron «Love Profusion», canción que fue dedicada a su entonces esposo, el director de cine británico Guy Ritchie. Según Lucy O'Brien, autora de Madonna: Like an Icon (2007), el concepto principal de American Life era sobre «la nada». Esto fue evidente en títulos como «Nothing Fails», «Nobody Knows Me» y el uso de la palabra «no» en «Love Profusion». Al utilizar un tono negativo, Madonna pudo ser sarcástica en relación con las suposiciones que el público tenía sobre ella y enfatizar su conocimiento sobre el romance.
Las grabaciones de American Life iniciaron a finales de 2001, pero fueron interrumpidas ya que la cantante filmó la película Swept Away en Malta y protagonizó la obra de West End Up for Grabs, por lo que a finales de 2002 regresó a los Olympic Studios, ubicados en Barnes (Londres), y finalizó las sesiones. Mark «Spike» Stent realizó la mezcla en Olympic y en Westlake Recording Studios, ubicados en West Hollywood (California), Tim Young se encargó de la masterización en Metropolis Studios, en Londres, y Tom Hannen y Simon Changer fueron los asistentes de ingeniería durante la grabación. Ahmadzaï contribuyó en los coros y tocó la guitarra, además de haber participado en la programación. Para varias de las canciones del disco, entre ellas «Love Profusion», el productor utilizó una técnica que hace que la música se detenga o se «congele» entre los ritmos. Una de estas técnicas fue tartamudear la voz de Madonna y los instrumentos, que no era algo característico em la producción y grabación de Ahmadzaï. En una entrevista con la revista Remix, añadió:
Mucha gente piensa que el tartamudeo [stutted edit] es mi marca. Pero en el futuro todos harán esto. La gente se ofende porque piensa que no es natural saltarse y tartamudear la música. Pero lo hago porque es natural. Puede ayudar a crear un ritmo nuevo. Todo se ha hecho ya, pero con los Pro Tools, puedes tocar con el silencio. Detengo el audio para crear un silencio y eso le da algo interesante a la música.

## Publicación y remezclas
Los temas de American Life fueron publicados como descargas digitales en AOL. Por tal motivo, y dado que Madonna era la «Artista destacada del mes» en el sitio web, «Love Profusion» se estrenó el 14 de abril de 2003 como parte del programa AOL's First Listen. Para acompañar el lanzamiento comercial, los DJ The Passengerz, Craig J., el dúo Blow-Up y Ralphi Rosario produjeron varias remezclas que fueron estrenadas por las compañías Maverick y Warner Bros. Records en el Winter Music Conference de 2004, celebrado en la ciudad de Miami. Allí, Peter Rauhofer, Rosario y Blow-Up tocaron sus remezclas y este último también estrenó su propia versión de «Good Boys» (2003), de la banda Blondie, como así también las de «Hollywood», de Madonna. Otra de las remezclas, titulada «Headcleanr Rock Mix» y creada por Ray Carroll, figuró en el EP recopilatorio Remixed & Revisited, editado en noviembre de 2003. Sal Cinquemani de Slant Magazine la describió como «una pieza vibrante de pop rock liderada por las guitarras», y Keith Caulfield de Billboard la calificó como una «ráfaga de aire fresco y una experiencia auditiva esencial». Este último agregó que la «moderniza en una melodía de garage rock al estilo new wave» y la eligió, junto con «Mount Sims Old School Mix» de «Nobody Knows Me», como la mejor del recopilatorio.
Maverick y Warner Bros. Records publicaron «Love Profusion» como el cuarto y último sencillo del álbum en los formatos de CD y vinilo de 12". La primera fecha de publicación fue el 8 de diciembre de 2003 en Reino Unido, cuando se puso a la venta un CD que incluía la canción, una versión editada de «Nothing Fails» y la remezcla «Passengerz Club Mix». Un mes después, el 24 de enero de 2004, se lanzó un segundo CD con el remix «Ralphi Rosario House Vocal Mix» y la versión de Above & Beyond de «Nobody Knows Me», que también aparecieron en el CD publicado en el resto de los países el 26 de marzo del mismo año. También se editó un maxi CD el 24 de febrero, con la remezcla «Peter's Lost In Space Mix» de «Nothing Fails» como pista adicional, mientras que en Estados Unidos estuvo disponible el 16 de marzo junto con el lanzamiento del vinilo de 12".

## Composición
«Love Profusion» está inspirada en el folk rock y posee elementos de la electrónica y el folk. Según la partitura publicada en Total Sheet Music por Alfred Publishing Co., se establece en un compás de 4/4, con un tempo «moderadamente rápido» de 120 pulsaciones por minuto, y sigue una progresión armónica de si menor—fa sostenido menor—la—mi. Descrita como una «oda de guitarra country», se destaca un rasgueo «dulce» de guitarra acústica y un bajo funky grave. El ritmo es producido por una batería de cuatro piezas —que aparece y desaparece abruptamente— y sintetizadores de cuerda «atmosféricos», que se agregan más adelante. La letra plantea preguntas, soluciones, resurrecciones, confusiones y otros temas generales de naturaleza neofilosófica sobre el estado de la cultura estadounidense. Edna Gundersen de USA Today comparó la composición con una carta de amor, y Larry Flick de The Advocate comentó que era una «carta de amor melancólica a su esposo». Para Nolan Feeney de Billboard se trató, por un lado, de una canción de protesta en relación con la situación del mundo en ese entonces y, por el otro, de una canción de amor. Johnny Davis de NME concluyó que en el tema «el amor es lo único que importa».
De acuerdo con Chuck Arnold de Billboard, la canción «se enfrenta a algunas incertidumbres preocupantes», lo que se refleja en la primera estrofa, cuando Madonna canta There are too many questions/There is not one solution/There is no resurrection/There is so much confusion («Hay demasiadas preguntas, no hay una solución, no hay resurrección, hay tanta confusión»). El periodista Jim DeRogatis destacó ese verso como una de sus declaraciones «más profundas» en American Life. En la segunda estrofa canta There are too many options/There is no consolation/I have lost my illusions/What I want is an explanation («Hay demasiadas opciones, no hay consuelo, he perdido mis ilusiones, lo que quiero es una explicación»). Ben Ratliff de Rolling Stone explicó que aunque no se indican de un modo explícito, dichos versos confirman la creencia de Madonna de que la cultura estadounidense no «le dará ninguna explicación», por lo que ha rechazado los valores de su país y, junto con ellos, sus propios valores. Una voz masculina realiza los coros y en ocasiones reiteradas la cantante repite I got you under my skin («Te tengo bajo mi piel»), línea que, según Ratliff, transmite la idea de trascender a través del desapego. Finaliza cuando canta a capela la frase feel good («sentir bien»). John Payne de LA Weekly comparó el verso Only you make me feel good («Solo tú puedes hacerme sentir bien») con When you're around I don't know who I am («Cuando estás cerca no sé quién soy»), de «X-Static Process» —también del álbum—, en el sentido de que la protagonista se pierde en el ego de su amante.

## Recepción crítica
En términos generales, «Love Profusion» obtuvo comentarios positivos de los críticos y periodistas musicales, quienes acordaron que era una de las mejores canciones de American Life. Así lo expresó Ian Youngs de la BBC, que además señaló que los ritmos dance y la guitarra acústica hacían que pareciera «más completa». De la misma publicación, Alan Braidwood lo consideró un número dance «optimista», «clásico» y el «más honesto» del álbum. Agregó que «combinó muy bien el mensaje de "American Life" con los ritmos y elementos acústicos de Mirwais» y que podría convertirse en una de las favoritas entre el público. Un editor del Daily Record la calificó como una «balada increíblemente hermosa» y una de las más destacadas del disco, opinión que compartió Ross Raihala, de The Olympian, quien también la consideró una «buena canción», a diferencia de «los números dance monótonos y sin dirección y las baladas aburridas» del resto del álbum. E! Online la nombró una «balada madura» y admitió que era, junto con «Intervention», uno de los éxitos de American Life. Del mismo modo, un editor de The People dedujo que sería un éxito en los clubes nocturnos y elogió su «gran» melodía y la guitarra acústica.
Para The Press of Atlantic City, el crítico Robert Hilburn señaló que era una de las pocas pistas que podría «salvar» al álbum de ser un «profundo fracaso». Dave Sprague de Barnes & Noble la llamó «sorprendentemente dulce» y alabó los instrumentos acústicos y los arreglos «simples». Jon Pareles del New York Times afirmó que era una de las pocas canciones del disco que podía generar sentimientos «que otras personas podrían compartir dentro de la autoabsorción abrumadora de Madonna». Ken Tucker de Entertainment Weekly la calificó de «encantadora», y Ariz Phoenix de Arizona Republic describió la música como «relajante». Dan Gennoe de Dotmusic la caracterizó, junto con «Intervention» y «X-Static Process», como «verdaderamente clemente y hermosa, adornada tiernamente con el más ligero de los toques generados por computadora». Josh Tyrangiel de Time declaró que American Life tenía «mucho sentimiento» en temas como «Love Profusion», que le pareció «maravilloso».
Otros periodistas otorgaron reseñas variadas. Por ejemplo, Keith Caulfield de Billboard aseguró que si bien era una «buena opción» para las radios de adulto contemporáneo, las posibilidades eran «bastante bajas» dado el fracaso comercial de los anteriores sencillos de American Life. Spence D., del sitio web IGN, observó que musicalmente era «pegadiza en un estilo neofolk downtempo», pero la letra «torpe echa abajo» la canción. Dan Aquilante, del New York Post, admitió que si bien no había nada malo en la voz y en la melodía de la guitarra, no era diferente con respecto a las cuerdas y la orquestación de otras pistas como «Easy Ride» y «Nothing Fails». En una opinión ambivalente, Dita di Prima de Playlouder expresó que era «atrayente pero algo sensiblera», y Sal Cinquemani de Slant Magazine fue más crítico y la llamó «aburrida». Caroline Bansal de musicOMH sintió que la voz de la cantante sobre la guitarra española era «repetitiva y casi literalmente monótona» y, aunque el estribillo era más melódico, la «banalidad» de la letra y los ritmos dance fueron los que dejaron al oyente «desinteresado». Bansal finalizó que podría haber sido compuesto mejor. Ed Howard de Stylus Magazine la denominó una «balada trivial» y agregó que ella «es sorprendentemente abierta y emocional, lo que la lleva a escupir cliché tras cliché mientras nos cuenta lo feliz que está». Serene Dominic del Metro Times fue más irónico y comentó que la «inteligente» Madonna nos muestra en «Love Profusion» cuántas palabras sabe que terminan con el sonido «ion».
En comentarios retrospectivos, Néstor Villamor, del diario español The Objective, destacó que fue uno de los momentos «más inspirados» en la carrera de Madonna. Sebas E. Alonso de Jenesaispop, en un análisis a su discografía, explicó que el álbum «está plagado de una confusa mezcla de electrónica y guitarras que a veces funciona mejor», como en el caso de «Love Profusion». Nolan Feeney de Billboard elogió la remezcla «Headcleanr Remix» y la incluyó en la posición 67 de las 100 mejores canciones de la artista. En su reseña, el autor expresó que esta versión «inspirada en el hard rock» mejoró «los reclamos y las preguntas de Madonna sobre la naturaleza de la humanidad en un grito de batalla feroz y tenso». Tanto Chuck Arnold de Entertainment Weekly como Jude Rogers de The Guardian lo ubicaron en el 58.º puesto de sus mejores sencillos. El primero lo definió como uno de sus mejores momentos «folktrónica» y la segunda afirmó que «en mundo de "demasiadas preguntas", "distracciones" y "opciones", el amor fue la gracia salvadora de Madonna en 2003». Por su parte, Guillermo Alonso de Vanity Fair lo clasificó como su 44.° mejor sencillo; elogió el puente y su voz y admitió que «su oda sencilla al amor después de tanta jerigonza new age y cabalística nos hizo muy felices».
Para Matthew Jacobs del Huffington Post, se trató de una canción folk «encantadora» para la era de la electrónica, y Louis Virtel de NewNowNext aclaró que aunque pudo ser críptico para los oyentes, sonaba como un «momento de claridad dulce para la cantante». Joe Morgan, de la revista en línea Gay Star News, lo posicionó en el 39.º lugar de los temas más sobresalientes de la artista y remarcó que era algo «más suave, más dulce y más fácil de tragar», a diferencia de los anteriores sencillos del álbum. Taylor Dougherty de PopCrush la nombró la más subestimada de la intérprete. Destacó que fue un «excelente ejemplo de [su] trabajo vocal a principios de la década de 2000» y de «cuán introspectiva es Madonna, a veces, la mejor Madonna de todas». En la misma línea, Mike Wass del sitio Idolator también la citó como una de las más infravaloradas de la cantante y una de las «más elegantes de los años 2000». Asimismo, lamentó que a pesar del vídeo y las remezclas «nadie se percatara en ese momento» de su lanzamiento. Jon O'Brien de Paste recalcó que pese a que carecía de lo novedoso de «American Life» y el enfoque satírico de «Hollywood», pocas otras canciones suyas sonaban «intrínsecamente dulces». Por último, en febrero de 2013 Matthew Rettenmund, autor de la Encyclopedia Madonnica, la incluyó en el puesto 107 de «La inmaculada concepción: cada canción de Madonna, de peor a mejor», una lista sobre las 221 pistas grabadas por la intérprete desde sus inicios en la década de 1980 hasta ese entonces.

## Recepción comercial
«Love Profusion» no logró ingresar a las listas Billboard Hot 100 y Bubbling Under Hot 100 Singles, pero tuvo éxito en la sección de género dance. El 3 de abril de 2004 debutó directamente en la cima del conteo Dance Singles Sales, mientras «Me Against the Music», su colaboración con Britney Spears, y «Nothing Fails» se mantenían en los cinco primeros lugares. Permaneció cinco semanas consecutivas en lo más alto y cincuenta en total; para fin de año ocupó la tercera posición, mientras que «Me Against the Music» la primera y «Nothing Fails» la segunda. Con ello, Billboard informó que Madonna había sido la primera persona en la historia de la lista en tener las tres canciones más exitosas del año. En la misma edición del 3 de abril ingresó en el cuarto puesto del ranking de ventas físicas y las remezclas de R. Rosario, Craig J., Passengerz y Blow-Up —incluidas en el maxi CD— alcanzaron el número uno en Dance Club Songs. En la lista de radios dance, también llamada Dance/Mix Show Airplay, se situó en el vigésimo lugar  el 15 de mayo y estuvo en total seis semanas. En Canadá debutó y alcanzó la tercera posición del Canadian Singles Chart el 10 de abril de 2004.
La recepción comercial en Australia fue baja: entró por primera vez a la lista oficial el 22 de diciembre de 2003 en el número veinticinco y solo permaneció ocho semanas en total. No obstante, logró mayor éxito en el ranking dance, donde debutó en el tercer lugar en la misma fecha. En Reino Unido fue publicado como un doble sencillo de lado A junto con «Nothing Fails». Con 15 361 copias, ingresó en el undécimo puesto del UK Singles Chart el 20 de diciembre, lo que supuso el fin de una marca de diecisiete sencillos consecutivos de Madonna que alcanzaron el top diez y fue el primero en no ocupar los diez primeros desde «One More Chance» (1996). Permaneció en total seis semanas y, según Music Week, vendió 41 025 copias para agosto de 2008. También ocupó el número treinta y tres en el UK Airplay Chart, donde estuvo cinco semanas. Tuvo un recibimiento más favorable en otros mercados europeos como España y Polonia, donde lideró los conteos de ambos países, y en Grecia e Italia, donde llegó a las posiciones tres y cinco, respectivamente. Por último, alcanzó los puestos diecisiete en Hungría, veintidós en Irlanda, veinticinco en Francia, treinta y uno en Suiza y ochenta y cinco en Rusia.

## Promoción

### Vídeo musical

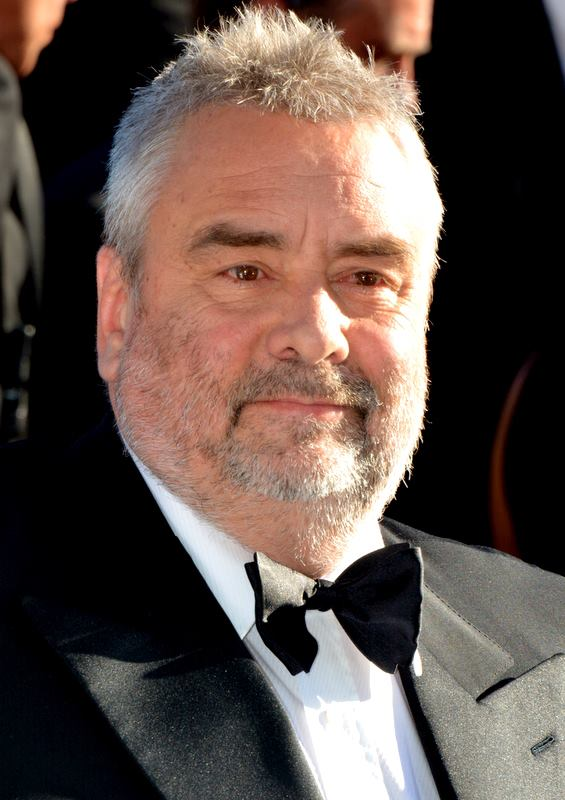
Luc Besson dirigió el videoclip de «Love Profusion»

Pese a que Madonna ensayó la remezcla «Headcleanr Rock Mix» de «Love Profusion» para la gira de 2004 Re-Invention World Tour, donde iba a interpretarla tocando la guitarra eléctrica, finalmente no figuró en el repertorio de los conciertos. A fines de octubre de 2003, su representante Caresse Henry confirmó que se filmaría un vídeo musical bajo la dirección de Luc Besson. La cantante posteriormente coprotagonizó la película animada Arthur y los Minimoys (2006), dirigida por Besson. Sobre el vídeo, rodado a principios de noviembre de ese año, comentó en una entrevista con MTV: «Hay muchos efectos especiales. Hablé con cosas que no estaban allí, que es lo que haces cuando estás [detrás de] una pantalla verde o azul. Habrá muchas hadas bailando a mi alrededor. ¿No es emocionante? Siempre tengo muchas hadas bailando a mi alrededor». Su debut en Estados Unidos tuvo fecha el 11 de febrero de 2004 en AOL's First View, y luego se transmitió en los sitios oficiales de Yahoo!, MSN, Windows Media, Apple, MTV, VH1, iFilm y Madonna.com. En 2009 figuró en el vídeo recopilatorio Celebration: The Video Collection.
En el vídeo, Madonna camina de noche en medio de la calle de una ciudad estadounidense rodeada de rascacielos y de un fuerte viento. Luego se encuentra en otra dimensión mientras la rodean flores meciéndose. A medida que avanza el videoclip, camina por otros tipos de sendas diferentes, como un sendero de flores rojas en el cielo o un mar profundo de color azul, con peces que nadan a su alrededor y pequeñas hadas blancas que la siguen. En el final, cuando la dimensión real empieza a destruirse, encuentra la paz y las hadas la rodean; cuando estas se van, ella desaparece por completo. Javier A. Fernández de El País lo describió como de «tono edulcorado, [con] una Madonna vestida de ama de casa de clase media norteamericana». De los 55 mejores vídeos de la cantante, Louis Virtel de NewNowNext lo ubicó en el número treinta y ocho y señaló que se encuentra «perdida en un sensual protector de pantalla». Por su parte, Mike Nied de Idolator lo incluyó en el puesto veintitrés de sus veinticinco mejores videoclips; opinó que era una «delicia teatral y demuestra que Madonna puede de hecho tumbarse en el agua y caminar en el aire».

### Comercial de televisión
En agosto de 2003 se anunció que «Love Profusion» aparecería en un comercial de treinta segundos de la fragancia «Beyond Paradise», de Estée Lauder. La dirección estuvo a cargo de Besson y contó con la participación estelar de la modelo Carolyn Murphy. En él pasea en un mundo mágico lleno de agua, rodeada de flores y hadas mientras se escucha la canción de fondo. Expertos en efectos especiales de Francia pasaron varios meses componiendo cada fotograma del comercial, que tuvo su estreno oficial en septiembre de ese año en más de 10 000 cines de Europa y Estados Unidos. Posteriormente, las cadenas MTV, VH1, E! y Style Network lo transmitieron en televisión. Patrick Bousquet-Chauvanne, presidente de Estée Lauder, explicó que la compañía quiso que el anuncio fuese «completamente inigualable» y agregó: «La mezcla que logramos entre Luc Besson, Madonna y Carolyn Murphy hará que esta sea una experiencia excepcional tanto visual como acústicamente en las pantallas de todo el mundo». Ross Raihala, de The Olympian, escribió que tuvo sentido que el tema se utilizara como banda sonora del comercial y que fuese publicado como el nuevo sencillo de American Life, pues consideró que fue un intento por «salvar» las bajas ventas del álbum.

## Lista de canciones y formatos
| CD  |                                                   |          |  |
| N.º | Título                                            | Duración |  |
| 1.  | «Love Profusion» (versión del álbum)              | 3:38     |  |
| 2.  | «Love Profusion» (Ralphi Rosario House Vocal Mix) | 5:50     |  |
| 3.  | «Nobody Knows Me» (Above & Beyond 12" Mix)        | 8:46     |  |

| CD1 |                                        |          |  |
| N.º | Título                                 | Duración |  |
| 1.  | «Love Profusion» (versión del álbum)   | 3:38     |  |
| 2.  | «Nothing Fails» (Radio Edit)           | 4:04     |  |
| 3.  | «Love Profusion» (Passengerz Club Mix) | 6:59     |  |

| CD2 |                                                   |          |  |
| N.º | Título                                            | Duración |  |
| 1.  | «Love Profusion» (versión del álbum)              | 3:37     |  |
| 2.  | «Love Profusion» (Ralphi Rosario House Vocal Mix) | 5:59     |  |
| 3.  | «Nobody Knows Me» (Above & Beyond 12" Mix)        | 8:46     |  |

| CD  |                                        |          |  |
| N.º | Título                                 | Duración |  |
| 1.  | «Love Profusion» (versión del álbum)   | 3:38     |  |
| 2.  | «Love Profusion» (Headcleanr Rock Mix) | 3:16     |  |

| 12" |                                            |          |  |
| N.º | Título                                     | Duración |  |
| 1.  | «Love Profusion» (Passengerz Club Mix)     | 7:01     |  |
| 2.  | «Nobody Knows Me» (Above & Beyond 12" Mix) | 8:46     |  |

| Maxi CD |                                                               |          |  |
| N.º     | Título                                                        | Duración |  |
| 1.      | «Love Profusion» (Blow-Up Mix)                                | 6:11     |  |
| 2.      | «Love Profusion» (The Passengerz Club Profusion)              | 9:34     |  |
| 3.      | «Love Profusion» (Ralphi Rosario House Vocal) (Extended)      | 7:29     |  |
| 4.      | «Love Profusion» (Craig J.'s "Good Vibe" Mix)                 | 7:14     |  |
| 5.      | «Love Profusion» (Ralphi Rosario Big Room Vox) (Extended)     | 9:27     |  |
| 6.      | «Love Profusion» (Ralphi Rosario Big Room Dub)                | 8:57     |  |
| 7.      | «Nothing Fails» (pista adicional) (Peter's Lost In Space Mix) | 8:36     |  |

| Maxi CD (The Radio Mixes) |                                                       |          |  |
| N.º                       | Título                                                | Duración |  |
| 1.                        | «Love Profusion» (versión del álbum)                  | 3:36     |  |
| 2.                        | «Love Profusion» (Headcleanr Rock Mix)                | 3:16     |  |
| 3.                        | «Love Profusion» (The Passengerz Hell's Kitchen Edit) | 3:29     |  |

| 2 x 12" |                                                          |          |  |
| N.º     | Título                                                   | Duración |  |
| 1.      | «Love Profusion» (The Passengerz Club Profusion)         | 9:34     |  |
| 2.      | «Love Profusion» (Blow-Up Mix)                           | 6:09     |  |
| 3.      | «Love Profusion» (Ralphi Rosario House Vocal) (Extended) | 7:29     |  |
| 4.      | «Love Profusion» (Ralphi Rosario Big Room Dub)           | 8:57     |  |
| 5.      | «Love Profusion» (The Passengerz Dub Profusion)          | 8:04     |  |
| 6.      | «Love Profusion» (Craig J.'s "Good Vibe" Mix)            | 7:14     |  |
| 7.      | «Love Profusion» (Ralphi Rosario Big Room Vox Extended)  | 9:25     |  |

## Posicionamiento en listas
| País (Lista 2003-04)                   | Posición más alta |
| -------------------------------------- | ----------------- |
| Australia (ARIA Singles Chart)         | 25                |
| Australia (ARIA Dance Chart)           | 3                 |
| Canadá (Canadian Singles Chart)        | 3                 |
| España (PROMUSICAE)                    | 1                 |
| Estados Unidos (Dance Club Songs)      | 1                 |
| Estados Unidos (Dance Singles Sales)   | 1                 |
| Estados Unidos (Hot 100 Singles Sales) | 4                 |
| Estados Unidos (Hot Dance Airplay)     | 20                |
| Francia (SNEP)                         | 25                |
| Grecia (IFPI)                          | 3                 |
| Hungría (Rádiós Top 40)                | 17                |
| Irlanda (IRMA)                         | 22                |
| Italia (FIMI)                          | 5                 |
| Polonia (Airplay Chart)                | 1                 |
| Reino Unido (UK Singles Chart)         | 11                |
| Rusia (Tophit)                         | 85                |
| Suiza (Schweizer Hitparade)            | 31                |

| País (Lista 2004)                    | Posición |
| ------------------------------------ | -------- |
| Estados Unidos (Dance Club Songs)    | 24       |
| Estados Unidos (Dance Singles Sales) | 3        |

## Créditos y personal

### Dirección
- Grabado en Olympic Studios (Barnes, Londres)
- Mezclado en Olympic Studios y Westlake Audio
- Masterizado en Metropolis Studios (Londres)
- Publicado por WB Music Corp/Webo Girl Publishing, Inc. Admin. por WB Music Corp (ASCAP)/1000 Lights Music Limited (SACEM)
- Ⓒ℗ 2003 Warner Bros. Records Inc. Warner Music Group, una compañía de Time Warner.

### Personal
- Madonna: voz, composición, producción
- Mirwais Ahmadzaï: composición, producción, coros, guitarra, programación
- Mark «Spike» Stent: mezcla
- Tim Young: masterización
- Tom Hannen: asistente de ingeniería
- Simon Changer: asistente de ingeniería
- Orlando Puerta: A&R (remezcla)
- Regan Cameron: fotografía
- Kevin Reagan: dirección artística, diseño
- Caresse Henry: gestión

Créditos adaptados de las notas del álbum American Life.